# Рэкет
Рэ́кет (англ. racket от итал. ricatto «шантаж») — вымогательство, обычно принимающее формы организованной преступности с применением угроз, жестокого насилия, взятия заложников.

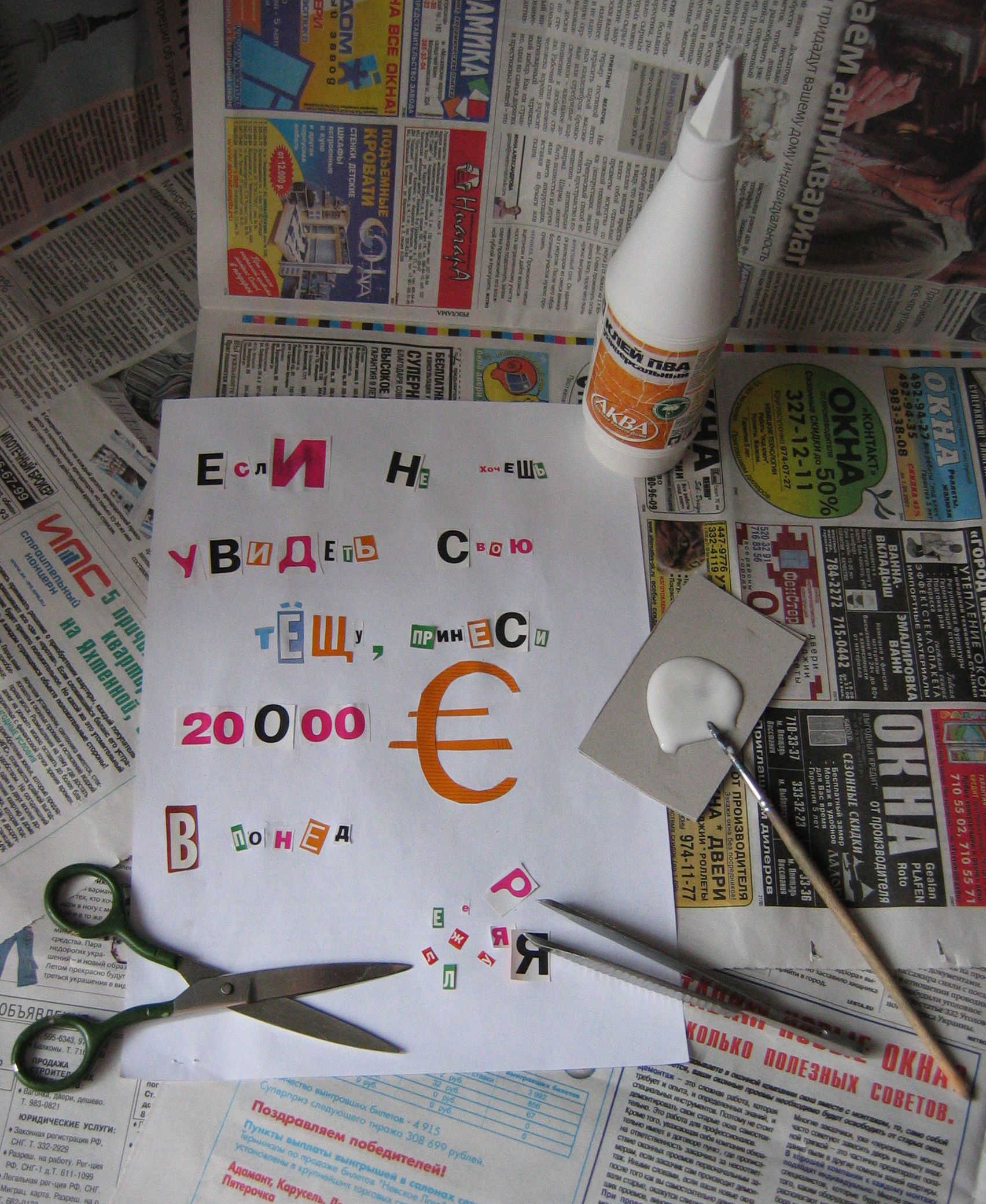
Пример создания записки с требованием выкупа (похищение с целью выкупа одна из форм рэкета)

В английском языке слово racket появилось в США в 1927 году и первоначально имело сходный с русским определением смысл, означая вымогательство платы за ненужные или несуществующие услуги, в том числе за охрану имущества от ущерба, часто сопровождаемое угрозами причинения ущерба. Впоследствии юридическая практика США расширила употребление термина на любую организованную преступную деятельность, направленную на систематическое извлечение дохода. В частности, помимо старого protection racket,  («крышевание») в понятие racketeering американское право относит и numbers racket (организацию незаконных лотерей) и торговлю наркотиками, сутенёрство.

## Рэкет в СССР и СНГ
В русский язык понятие «рэкет» широко вошло в конце 1980-х годов в связи с началом развития предпринимательской деятельности в СССР, а затем России и на постсоветском пространстве. Однако сам термин встречается, например, в рассказе В. Т. Шаламова «Тюремная пайка», датированном 1959 годом. Упоминание рэкета как термина (в транскрипции ра́кет) встречается также значительно раньше, в путевых заметках Ильи Ильфа и Евгения Петрова «Одноэтажная Америка», изданных в 1937 году.
Значительной вехой истории советской организованной преступности стала сходка воров в законе и цеховиков в 1979 году в Кисловодске, когда неорганизованные поборы были заменены планомерной выплатой подпольными предпринимателями 10 % («десятина») от их доходов в обмен на гарантированную безопасность от преступного мира.
«Кисловодская конвенция» первоначально действовала только в южных регионах СССР, где подпольное предпринимательство цвело особенно пышно, но затем постепенно стала тем образцом, по которому строились отношения теневых предпринимателей с бандитами в других регионах. Поскольку предприниматели не получали сколько-нибудь существенной правовой поддержки (статью 148 Уголовного кодекса РСФСР, объявляющую предпринимательство преступлением, отменили лишь в декабре 1991 года), они были вынуждены сотрудничать с организованной преступностью.
К середине 1990-х годов под контролем бандитских крыш находилось, по некоторым оценкам, около 85 % коммерческих предприятий (практически все, кроме занятых охранным делом или работающих под прямым покровительством правоохранительных органов), при этом, по данным социологических опросов предпринимателей, с силовыми вымогательствами сталкивались только 30—45 %.
Усиливающаяся конкуренция между бандитскими и милицейскими крышами привела к тому, что после бурного всплеска первой половины 1990-х годов уголовное силовое крышевание предпринимателей вернулось к исходной ситуации, существовавшей до легализации предпринимательства. К концу 1990-х годов под бандитскими крышами остались в основном те сегменты рынка, где была высока доля нелегальных операций.